# Serge Voronoff
Pour les articles homonymes, voir Voronov.
Samuel Abramovitch Voronov [dit Serge Voronoff], (en russe : Сергей Абрамович Воронов, Sergueï Abramovitch Voronov ; vers le 10 juillet 1866 – 3 septembre 1951) est un chirurgien français d'origine russe devenu célèbre pour sa technique de greffe de tissus de testicules de singe chez l'homme, alors qu'il travaillait en France dans les années 1920 et 1930.
Après un stage à New York en 1910 auprès d’Alexis Carrel, qui devint son ami, Voronoff fut un pionnier de la technique des greffes : homogreffe d’ovaire chez la brebis, hétérogreffe thyroïdienne et greffes osseuses qu’il pratiqua en divers hôpitaux durant la Première Guerre mondiale. Ce n’est qu’après sa nomination au poste de directeur adjoint de la station de physiologie au Collège de France qu’il approfondit ses recherches sur les greffes testiculaires qui le rendirent célèbre. Au fil de l'intérêt du grand public et de son renom, il passa du statut de personnalité respectée à celui de savant fantasque, voire de charlatan. Lors de sa mort en 1951 à l'âge de 85 ans, peu de journaux mentionnèrent sa disparition, les autres mettant en avant le décri de la fin de sa vie. En 1999, certains supposèrent que le virus du SIDA découvert dans les années 1980 avait été introduit dans des organismes humains par le biais des greffes animales par Voronoff dans les années 1920. Un certain regain de ses travaux est observé par les tenants des traitements « anti-âge ».

## Biographie

### Jeunesse
Serge Voronoff est né dans un village proche de Voronej, dans l'Empire russe, peu avant le 10 juillet 1866, date attestée de sa circoncision dans une synagogue. Il partit pour la France à l'âge de 18 ans, où il poursuivit des études de médecine. En 1895, à l'âge de 29 ans, Voronoff fut naturalisé français. Il fut un étudiant du chirurgien, biologiste, eugéniste et récipiendaire du Prix Nobel de physiologie ou médecine français Alexis Carrel, qui lui apprit les techniques de transplantation d'organes. Entre 1896 et 1910, il travailla dans le khédivat d'Égypte où il étudia les effets retardateurs de la castration sur les eunuques. Ses observations le conduiraient plus tard à un travail sur le rajeunissement.

### Mariages
Voronoff se maria en 1897 avec Marguerite Barbe (morte en 1910). Sa seconde épouse fut Evelyn Bostwick (morte en 1921), une riche mondaine new-yorkaise, avec qui il se maria en 1919. Betty Carstairs (1900-1993), la fille d'Evelyn Bostwick issue d'un premier mariage, devint une célèbre pilote de bateau de course à moteur britannique. La troisième épouse de Voronoff, Gertrude, devint comtesse da Foz à la mort de celui-ci.

### La fin
Serge Voronoff est mort le 3 septembre 1951 à Lausanne, en Suisse, des suites d'une chute. Durant sa convalescence, après une fracture à la jambe, Voronoff eut des troubles pulmonaires. On pensa alors à une pneumonie ou à une embolie pulmonaire. Du fait du discrédit dont Voronoff fit l'objet à la fin de sa vie, peu de journaux relatèrent sa mort et ceux qui le firent parlèrent de lui comme d'un homme toujours calomnié pour ses idées. Par exemple, le New York Times, qui l'avait auparavant soutenu, écrivit son nom de façon incorrecte et déclara que « peu prenaient ses dires au sérieux » (« few took his claims seriously »).
Le docteur Voronoff est enterré au cimetière russe de Nice.

## Apports « scientifiques »

### Les travaux sur la transplantation de testicules
À la fin du XIXe siècle et au début du XXe siècle, la tendance pour la xénogreffe se basait sur la technique développée par Charles-Édouard Brown-Séquard,. En 1889, Brown-Séquard s'injecta sous la peau des extraits de tissus testiculaires de chien et de cobaye. Ces expériences n'eurent pas le résultat escompté qui était une augmentation artificielle des effets des hormones afin de retarder le vieillissement.
Ce fut-là le point de départ des expériences de Voronoff. Il pensait que des transplantations glandulaires produiraient des effets plus soutenus que de simples injections. La transplantation de glandes thyroïdes de chimpanzés sur des humains atteints de déficit thyroïdien comptait parmi les expériences qu'il réalisa dans cette optique. L'expérience avait été réalisée chez le chien par Moritz Schiff qui montra que l'injection d'extrait ou la transplantation de thyroïde peut empêcher la mort des chiens préalablement soumis à l'ablation de cette glande.En 1849, Arnold Adolph Berthold avait étudié le premier l'effet de la castration de jeunes coqs suivie de la greffe abdominale des testicules rétablissant les caractères sexuels secondaires.
Plus tard, Voronoff pratiqua la transplantation de testicules de criminels exécutés sur de riches volontaires. Mais quand la demande fut trop importante, il se résolut à utiliser des testicules de chimpanzés en remplacement.
Entre 1917 et 1926, Voronoff pratiqua plus de cinq cents transplantations sur des moutons, des chèvres et aussi un taureau, en greffant des testicules d'individus jeunes sur d'autres plus vieux. Les observations de Voronoff indiquèrent que ces transplantations semblaient redonner vigueur aux animaux plus âgés. Il considérait la transplantation de glandes de singe comme un traitement efficace contre la sénilité.
La première transplantation officielle d'une « glande de singe » chez un être humain eut lieu le 21 juin 1920. De fines sections (de quelques millimètres de largeur) de testicules de chimpanzés et de babouins étaient implantées dans le scrotum du receveur. La finesse des échantillons de tissus étrangers était censé leur permettre de fusionner avec le tissu humain. En 1923, sept cents des plus grands chirurgiens du monde, au Congrès International des Chirurgiens à Londres, en Angleterre, applaudirent au succès rapporté dans le rajeunissement d'hommes âgés.
Dans son livre Le rajeunissement par la greffe (Rejuvenation by grafting) (1925) Voronoff décrit ce qu'il croit être certains effets potentiels de son intervention. Bien que n'étant « pas un aphrodisiaque » (« not an aphrodisiac »), il admet que le désir sexuel peut alors être augmenté. Parmi les autres effets potentiels de sa cure chirurgicale l'on peut compter une meilleure mémoire, la capacité de travailler durant une période plus longue, la disparition probable du besoin de porter des lunettes (due au renforcement des muscles des yeux), et l'augmentation de l'espérance de vie. Voronoff supposa aussi que la chirurgie par greffe pourrait profiter aux malades atteints de « dementia praecox », la maladie mentale connue de nos jours sous le nom de schizophrénie.

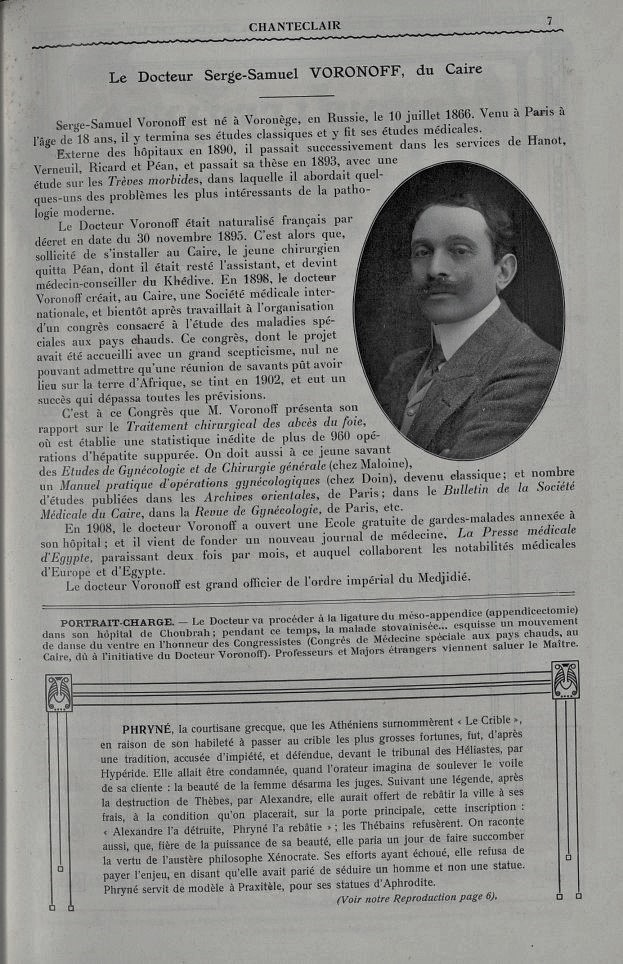
Docteur Serge-Samuel Voronoff, du Caire, Chanteclair, 1910, p.7.

Le traitement aux « glandes de singe » de Voronoff était en vogue dans les années 1920,. Le poète E. E. Cummings parla, dans une chanson, d'un « célèbre docteur qui insère des glandes de singe dans des millionnaires » (« famous doctor who inserts monkeyglands in millionaires ») et le chirurgien chicagoain Max Thorek, qui a donné son nom au Thorek Hospital and Medical Center, se rappela que « dans les soirées élégantes et les apéritifs chics, ainsi que lors des tranquilles rassemblements de l'élite du milieu médical, les mots « glandes de singe » étaient sur toutes les lèvres » (« fashionable dinner parties and cracker barrel confabs, as well as sedate gatherings of the medical élite, were alive with the whisper - Monkey Glands ») La chanson d'Irving Berlin Monkey-Doodle-Doo, qui apparaît dans la bande originale du film The Coconuts des Marx Brothers, contient le vers « Si tu es trop vieux pour danser/Cherche-toi une glande de singe » et dans l'histoire de Sherlock Holmes The Adventure of the Creeping Man par Sir Arthur Conan Doyle, toute l'intrigue a pour objet un professeur qui s'injecte des extraits de glandes de singe.

La mode féminine étant alors aux manteaux en peau de singe, on lit dans Le Figaro du 3 juillet 1924 qui rappelle l'affaire : « Les fourreurs l'emploient pour les dames et le docteur Voronoff pour les messieurs, si bien que, dans toute cette affaire, les besoins de la science pure sont quelque peu oubliés. » Et on trouve chez Bérangère Bienfait : « Franges de singe... pour les dames. Voronoff s'occupe du reste pour les Messieurs. » Ce qui inspire à Abel Faivre cet anthropoïde observant un couple : jeune femme enchimpanzée dans ses fourrures et vieux beau allègre » avec ce distique :

« Le monde désormais vivra de mes dépouilles,
La femme avec ma peau, et l'homme... Ah ! les fripouilles ! »

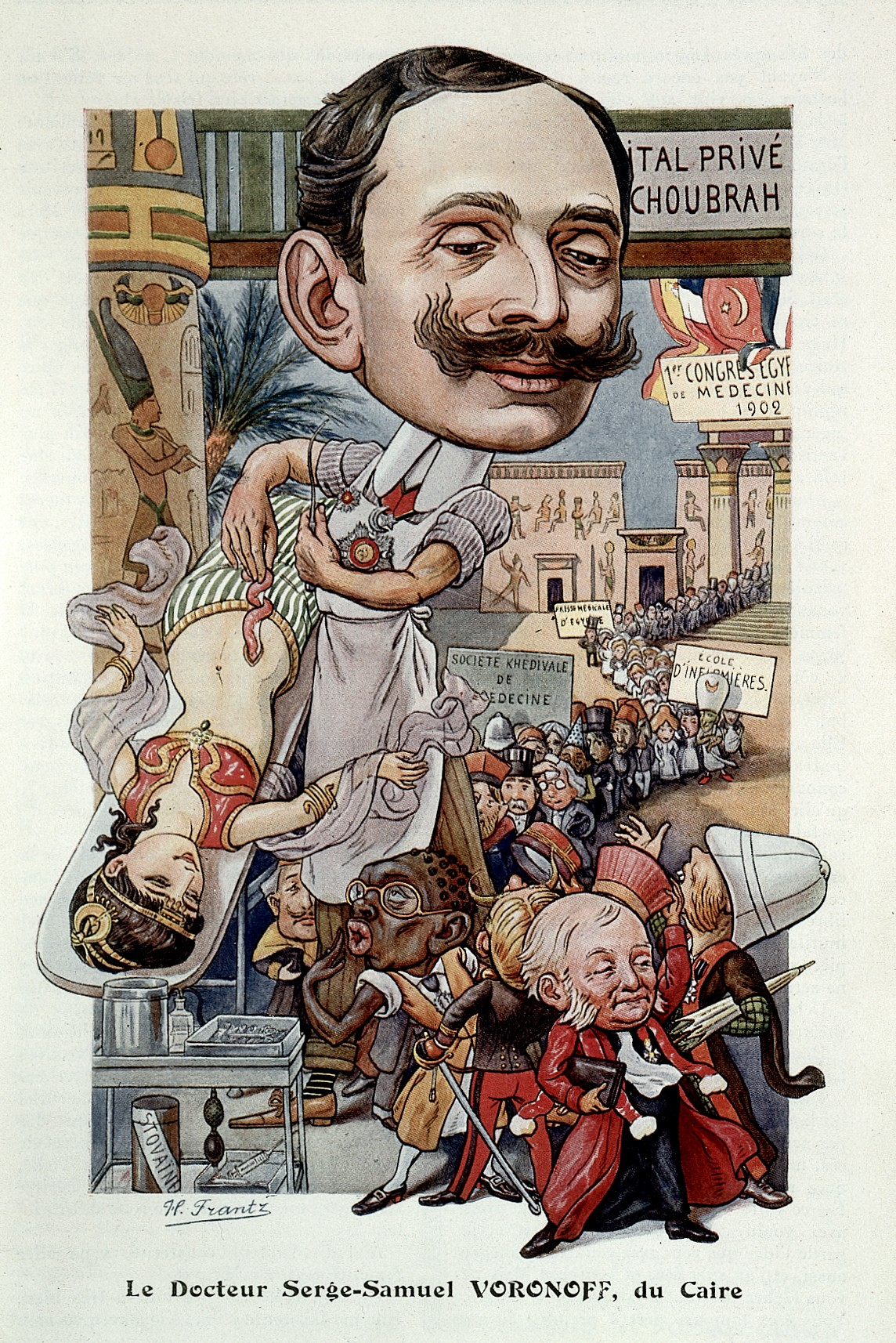
Caricature de Serge Samuel Voronoff par H. Frantz, Chanteclair, 19190, p.3.

Au début des années 1930, plus de cinq cents hommes avaient été traités en France par sa technique de rajeunissement, et des milliers d'autres encore de par le monde, à tel point qu'une clinique spécialisée fut construite à Alger. Harold McCormick, président de la International Harvester Company, et le vieillissant premier ministre de Turquie comptaient parmi les personnalités qui subirent cette chirurgie,. Pour faire face à la demande d'interventions, Voronoff bâtit sa propre ferme à singes à Vintimille, dans le hameau de Grimaldi, et employa un ancien gardien de cirque pour la gérer. Lily Pons, soprano colorature américaine née en France, visitait fréquemment la ferme. Avec sa richesse grandissante, Voronoff occupait la totalité du premier étage d'un des hôtels les plus chers de Paris, entouré d'une escorte de chauffeurs, valets, secrétaires personnels et de deux maîtresses.
Plus tard, Voronoff transplanta des ovaires de singes chez des femmes. Il essaya aussi l'expérience inverse, c'est-à-dire la transplantation d'un ovaire humain dans un singe femelle, puis il essaya d'inséminer du sperme humain dans le singe. À la suite de cette expérience, Félicien Champsaur publie en 1929 son roman intitulé: Nora, la guenon devenue femme.

### La disgrâce
La pression exercée par une communauté scientifique sceptique et un revirement dans l'opinion publique mirent fin aux expériences de Voronoff. Il s'avéra qu'aucune des opérations de xénogreffe n'apportait les résultats annoncés.
Dans son livre The Monkey Gland Affair (L'affaire des glandes de singe), David Hamilton, un chirurgien expérimenté dans le domaine des transplantations, dit que du tissu animal inséré dans un humain ne tendrait pas à être « intégré », mais plutôt à être immédiatement rejeté. Il y aurait, dans le meilleur des cas, une cicatrice, ce qui risquerait de faire croire que le greffon est encore présent. Curieusement, cela signifierait que les nombreux patients de Voronoff, envers qui ils étaient reconnaissants pour sa chirurgie, ne durent leur rajeunissement, ainsi que tous les autres bienfaits de la greffe, qu'à l'effet placebo.
Les travaux de Voronoff reposent en partie sur l'idée que les testicules sont des glandes au même titre que la glande thyroïde ou la glande surrénale.
On découvrit, plus tard, que la substance produite par les testicules est la testostérone. Voronoff s'attendait à ce que cette découverte confirmât ses théories. La testostérone serait injectée dans des animaux séniles qui deviendraient alors vigoureux et plus virils. On procéda à ces expériences qui n'eurent pas les effets prédits par Voronoff. Mis à part le renforcement de certaines caractéristiques sexuelles d'ordre secondaire, les injections de testostérone ont peu d'effet. Elles n'augmentent pas l'espérance de vie, contrairement à ce que Voronoff prévoyait. Dans les années 1940, Kenneth Walker, un éminent chirurgien britannique, relégua les thèses de Voronoff au rang de supercheries, disant de ses traitements qu'ils ne valaient « pas mieux que des méthodes de sorcières et de magiciens » (« no better than the methods of witches and magicians »)

### Héritages et postérité

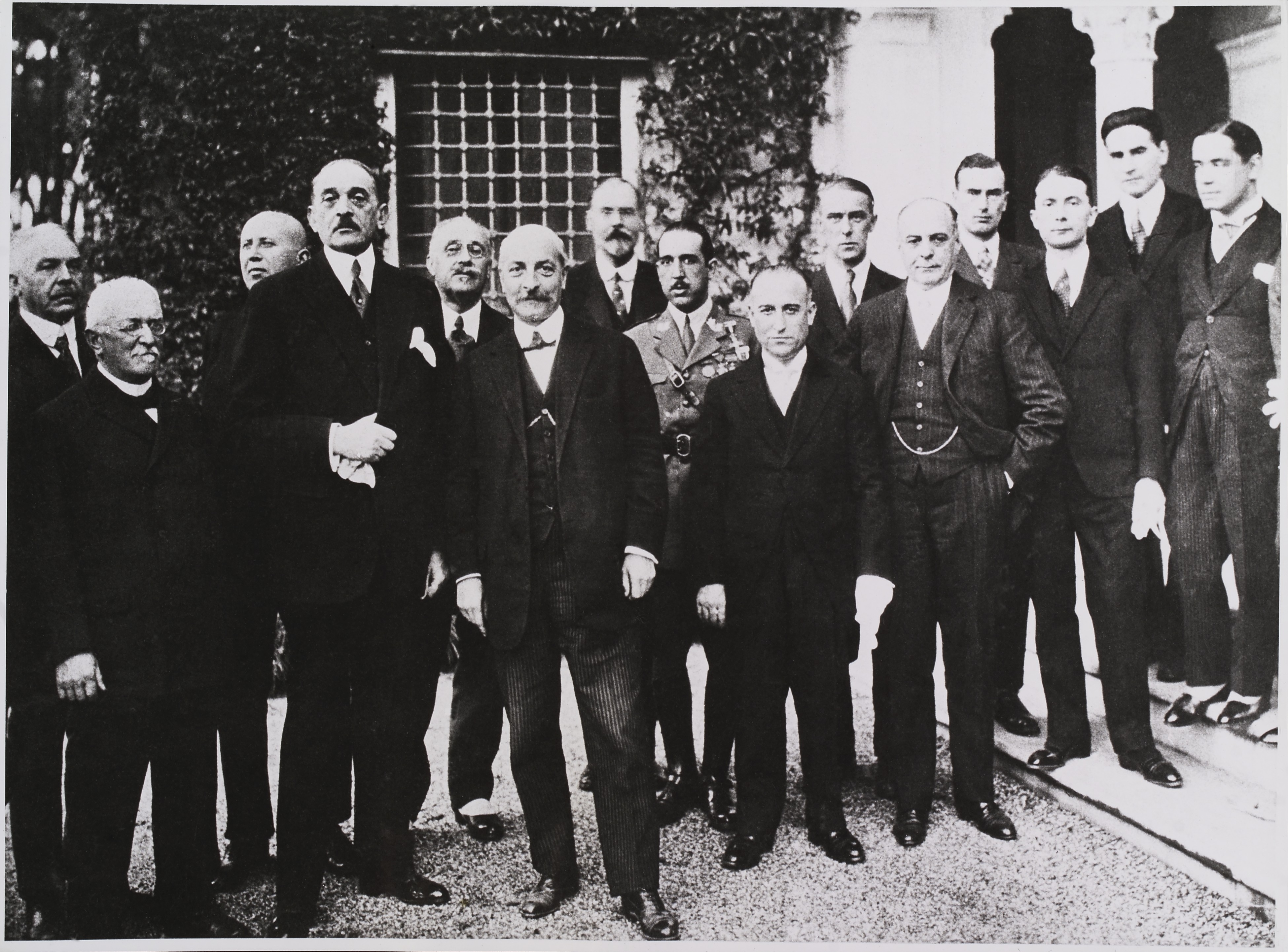
Serge Voronoff entouré d'un groupe de chirurgiens (F.M.A Marshall, F.A.E Crew, W.C Miller et Arthur Walton) à Alger, en 1927.

Au début des années 1920, d'étranges cendriers représentant des singes protégeant leurs organes génitaux, portant la phrase « Non, Voronoff, tu ne m'auras pas ! », firent leur apparition dans des foyers parisiens. À peu près à la même époque, un nouveau cocktail contenant du gin, du jus d'orange, de la grenadine et de l'absinthe fut nommé La Glande de Singe, en référence aux travaux de Voronoff menés dans les années 1920 et 1930.
Voronoff fut le modèle pour le professeur Préobrajensky, dans le roman de Mikhaïl Boulgakov, Собачье сердце (Cœur de chien), publié en 1925. Préobrajensky y implante des testicules et une hypophyse humaine dans un chien errant nommé Charik. Celui-ci devient de plus en plus humain avec le temps, puis il se donne le nom de Polygraphe Polygraphovitch Charikov et se lance dans une carrière au « département du nettoyage de la cité des chats et des autres animaux malfaisants », « department of the clearing of the city from cats and other vile animals », et transforme la vie dans la maison du professeur en un cauchemar, jusqu'à ce que ce dernier inverse le processus.

Dans les années 1990, la réputation de Voronoff changea de nature. En novembre 1991, l'un des plus vieux journaux médicaux d'experts au monde, The Lancet, suggéra que le dossier concernant Voronoff soit réexaminé et en particulier que « le Conseil de Recherche Médicale devrait approfondir l'étude des glandes de singe » (« the Medical Research Council should fund further studies on monkey glands »). En 1994, l'ordre médical orthodoxe fut appelé - par certains médecins britanniques controversés comme James Le Fanu - à s'excuser pour avoir décrié le travail de Voronoff. En 1998, la popularité croissante du Viagra fut l'occasion de nouvelles références à Voronoff,. Cependant, en 1999, certains supposèrent que le virus du SIDA découvert dans les années 1980 avait pu contaminer des êtres humains par le biais des greffes de tissus de singe effectuées par Voronoff dans les années 1920.
En 2003, les efforts de Voronoff sont jugés comme des errements scientifiques dans les journaux. Cependant, en 2005, certains auteurs semblent y voir la base des techniques anti-âge modernes de supplémentation hormonale — les substances sécrétées par le corps et qui disparaissent peu à peu avec l'âge — ayant pour effet un regain de vitalité et la manifestation de caractéristiques physiques relatives à la jeunesse.

## Œuvres et publications
- (en) Life: A Study of the Means of Restoring., éd. E. P. Dutton & company, New York, 1920, (ASIN B000MX31EC)
- Greffes Testiculaires, Octave Doin, Paris, 1923, (ASIN B000JOOIA0).
- Quarante-Trois greffes du singe à l'homme., Doin Octave, Paris, 1924. (ASIN B000HZVQUQ)
- Rejuvenation by grafting., éd. Adelphi, traduction revue par Fred. F. Imianitoff, 1925. (ASIN B000OSQH5K)
- Étude sur la Vieillesse et la Rajeunissement par la Greffe., éd. Arodan, Colombes, France, 1926. (ASIN B000MWZJHU)
- (en) The study of old age and my method of rejuvenation., éd. Gill Pub. Co, 1926.(ASIN B000873F7A)
- (en) How to restore youth and live longer., éd. Falstaff Press, 1928. (ASIN B000881RLU)
- (en) The conquest of life., éd. Brentano's, 1928. (ASIN B000862P0E)
- (en) Testicular grafting from ape to man: Operative technique, physiological manifestations, histological evolutions, statistics., éd. Brentano's, 1930. (ASIN B00088JAL4)
- Les sources de la vie., éd. Fasquelle, 1933.(ASIN B000K5XTTO)
- (en) The Conquest of Life., éd. Brentano's, 1933, (ASIN B000862P0E)
- L'amour et la pensée chez les bêtes et chez les gens., éd. Fasquelle, Paris, France, 1936,(ASIN B000HH293C)
- (en) From Cretin to Genius., éd. Alliance, 1941,(ASIN B000FX4UP8)
- (en) The Sources of Life., éd. Boston, Bruce Humphries, 1943,(ASIN B000NV3MZ6)